# Colaspidema
Colaspidema is een geslacht van kevers uit de familie bladkevers (Chrysomelidae).
De wetenschappelijke naam van het geslacht werd in 1833 gepubliceerd door Francis de Laporte de Castelnau.

## Soorten
- Colaspidema barbarum Fabricius, 1801
- Colaspidema dufouri Perez, 1865
- Colaspidema sophiae Schaller, 1783